# غاي دوق سورينتو
غاي (بالإيطالية: Guido)‏ (ولد تقريبًا 1012) دوق سورينتو منذ 1035 وهو شقيق غايمار الرابع من ساليرنو وحم وليام الذراع الحديدية وصهر همفري هوتفيل. كان ابن غايمار الثالث غايتلغريما. اشتهر غيدو في التاريخ في المقام الأول من خلال علاقاته (عن طريق الدم والزواج)، على الرغم من أن أفعاله كانت غير منطقية. وفقًا لجون جوليوس نورويتش كان أميرًا «متواضعًا» مبديًا «حسًا أخلاقيًا نادرًا في عصره ومكانه».